# Dorothy Duncan MacLennan
Dorothy Duncan MacLennan (* 1903 in East Orange; † 22. April 1957 in Montréal) war eine kanadische Schriftstellerin US-amerikanischer Herkunft. Sie schrieb unter ihrem Geburtsnamen Dorothy Duncan.

## Leben und Schaffen
Duncan wurde 1903 als Tochter von Dorothy und Edwin L. Duncan in East Orange, New Jersey geboren. Sie wuchs in St. Louis, in Denver und schließlich in der Metropolregion Chicago auf. Bereits in ihrer Kindheit litt sie an rheumatischem Fieber, das ihre Herzklappen schädigte. 1925 schloss sie ihr Studium an der Northwestern University mit einem Bachelor of Science ab. Danach arbeitete sie für eine Werbeagentur, ehe sie ein eigenes Kleinunternehmen gründete. Duncan leitete zudem ein Grammar-School-Büro in einem Armenviertel Chicagos. Die Sommer verbrachte sie in Europa, wo sie für ein amerikanisches Reiseunternehmen arbeitete.
Auf der Rückreise nach Kanada lernte sie 1932 an Bord der SS Pennland ihren späteren Ehemann Hugh MacLennan kennen. Nachdem die beiden 1936 in Wilmette geheiratet hatten, zogen sie nach Montréal. 1937 traten sie gemeinsam der Co-operative Commonwealth Federation Party bei. Im gleichen Jahr reisten sie durch die Sowjetunion und Skandinavien.
Um sich mit Kanada vertraut zu machen, reiste Duncan viel. Zwischen 1939 und 1942 veröffentlichte sie drei semi-autobiographische Bücher über ihre Eindrücke und Erlebnisse in Kanada. Partner in Three Worlds (1944), die Biographie des tschechisch-kanadischen Soldaten Jan Rieger, der im Ersten und Zweiten Weltkrieg gekämpft hatte, wurde 1946 mit dem Governor General’s Awards for Non-Fiction ausgezeichnet.
Als sich Duncans Gesundheitszustand um 1947 deutlich verschlechterte, beschränkte sie sich fortan auf das Schreiben kurzer Zeitschriftenartikel und ihres Tagebuchs sowie auf Malerei und die Korrespondenz ihres Mannes. 1957 starb sie an Krebs.

## Werke
- You Can Live in an Apartment (1939)
- Here’s to Canada! (1941)
- Bluenose: A Portrait of Nova Scotia (1942)
- Partner in Three Worlds (1944)